# アオイスタジオ
アオイスタジオ株式会社（英: Aoi Studio Co., Ltd.）は、映画、テレビドラマ、アニメ、CMなどを手掛ける老舗ポストプロダクションスタジオ。

## 概要
1955年に録音スタジオとして設立したが、音響設備の開発研究・各種イベント事業・ビデオ編集スタジオなど様々な事業を展開している。1960・1970年代にかけては、日活制作の映画・テレビ作品のダビングを請け負っていた。また、はっぴいえんどのファーストアルバムも当時のスタジオで録音された。
現在は主に映画予告、TVCM、アフレコなどを数多く手掛けている。
また録音スタジオとしては北野武監督作品、劇場版ポケットモンスターの作品全てに関わっている。

## 事業一覧
スタジオ事業
録音全般（映画・TV・TV-CM・特殊映像）
ビデオ編集（映画・TV・TV-CM・特殊映像）
文化事業
コンサート・イベント企画
アーティストのマネージメント（西島三重子、脩一朗＆大地）
デジタルメディア事業
ホテル・式場・宴会場・公共ホールの舞台設備
ソフト制作
スタジオ機材開発
映像制作事業
映像作品制作(ドキュメンタリー・ドラマ・番組)

## スタジオ事業
- 録音 - 8スタジオ
- ビデオ編集 - 5スタジオ

## 主な担当作品

### 映画作品
- 歌の花束
- あたらしい北京
- 裸の谷間
- 続・性と人間
- 影狩り
- 影狩り・ほえろ大砲
- 反逆の報酬
- ゴキブリ刑事
- ザ・ゴキブリ
- 犬神家の一族
- 東京オリンピック (映画)
- 暴れん坊将軍
- 吾輩は猫である
- 華麗なる一族
- 実相寺昭雄監督作品・ウルトラマン
- 幻魔大戦
- 矢沢永吉 E.YAZAWA RUN&RUN
- チ・ン・ピ・ラ
- カムイの剣
- 天と地と
- その男、凶暴につき
- 3-4X10月
- あの夏、いちばん静かな海。
- ソナチネ
- みんな〜やってるか!
- キッズ・リターン
- CURE
- HANA-BI
- アンドロメディア
- ラヂオの時間
- 御法度
- バトルロワイヤル
- 座頭市
- その男、凶暴につき
- ぼくらの七日間戦争
- アニー
- ひめゆりの塔
- ノストラダムス戦慄の啓示
- あずみ
- 木更津キャッツアイ 日本シリーズ
- バトル・ロワイアルII 鎮魂歌
- 無問題
- 明日があるさ THE MOVIE
- 黄泉がえり
- GO
- ベロニカは死ぬことにした
- TAKESHIS'
- 三年身籠る
- ありがとう(映画)
- 監督・ばんざい!
- アキレスと亀
- 雨の翼
- 天使の恋
- アウトレイジ
- アウトレイジ ビヨンド
- アウトレイジ 最終章
- パラノーマル・アクティビティ 第2章 TOKYO NIGHT
- 板尾創路の脱獄王
- マルドゥック・スクランブル 圧縮
- マルドゥック・スクランブル 燃焼
- マルドゥック・スクランブル 廃棄
- ギャルバサラ -戦国時代は圏外です-
- KG カラテガール
- 月光ノ仮面
- マジすか学園3
- DOCUMENTARY of AKB48 Show must go on 少女たちは傷つきながら、夢を見る
- サルベージ・マイス
- アフロ田中
- 月光ノ仮面
- 遠くでずっとそばにいる
- 今日子と修一の場合
- 男子高校生の日常
- マジック・ツリーハウス
- パンドラ ザ・イエロー・モンキー PUNCH DRUNKARD TOUR THE MOVIE
- 男子高校生の日常
- 今日子と修一の場合
- ルパン三世
- 女の穴
- DOCUMENTARY of AKB48 The time has come 少女たちは、今、その背中に何を想う?
- DOCUMENTARY of AKB48 NO FLOWER WITHOUT RAIN 少女たちは涙の後に何を見る?
- おわらないものがたり
- 龍三と七人の子分たち
- 眠れぬ真珠
- 新選組オブ・ザ・デッド
- ビースト・オブ・ノー・ネーション
- みんな好いとうと♪
- 幸福のアリバイ～Picture～
- 更年奇的な彼女
- 湯を沸かすほどの熱い愛
- この世界の片隅に (映画)
- ルドルフとイッパイアッテナ
- RADWIMPSのHESONOO DocumentaryFilm
- 同級生
- SING/シング
- 愚行録
- じんじん～其のⅡ～
- サムライせんせい
- 火花
- ボス・ベイビー
- ギャングース
- 音量を上げろタコ!なに歌ってんのか全然わかんねぇんだよ!!
- パパはわるものチャンピオン
- ロケットマン
- 108〜海馬五郎の復讐と冒険〜
- ボス・ベイビー ファミリー・ミッション
- トロールズ ミュージック★パワー
- SING/シング: ネクストステージ
- サマーフィルムにのって
- HOKUSAI
- ジュラシック・ワールド/新たなる支配者
- でっかくなっちゃった赤い子犬 僕はクリフォード
- 笑う招き猫
- ひるねひめ
- イタズラなKiss THE MOVIE2 キャンパス編
- イタキス3
- 輪違屋糸里
- 南瓜とマヨネーズ
- キセキの葉書
- スカブロ
- 巫女っちゃけん。
- 百年の蔵
- ニート・ニート・ニート
- ふたつの昨日と僕の未来
- 生きてるだけで、愛。
- 船長さんの可愛い奥さん
- 「SERVAMP-サーヴァンプ-」Alice ㏌ The Garden
- 十年 Ten Years Japan
- Cu-Bop
- サラバ静寂
- ゆずりは (映画)
- ホペイロの憂鬱
- 森山直太朗　人間の森をぬけて
- ぼくらの七日間戦争
- 下忍 赤い影
- 下忍 青い影
- 夕陽のあと
- 劇場版 ファイナルファンタジーXIV 光のお父さん
- 広告会社、男子寮のおかずくん
- ニッポニアニッポン フクシマ狂詩曲
- WALKING MAN
- 牧師といのちの崖
- 薔薇とチューリップ
- 雪子さんの足音
- よあけの焚き火
- OUT ZONE
- ロケットマン (映画)
- 108〜海馬五郎の復讐と冒険〜
- 貧困女子は、『自助論』で世界を救えるか⁉
- のぼる小寺さん
- ソワレ (映画)
- Challenged～困難な存在の日々、そして旅立ち～
- アンダードッグ 前編
- アンダードッグ 後編
- 田園ボーイズ
- 空に住む
- ビューティフルドリーマー (2020年の映画)
- グレーゾーン (映画)
- ドロステのはてで僕ら
- レディ・トゥ・レディ
- BLOOD-CLUB DOLLS2
- しあわせのマスカット
- 風の電話 (映画)
- ジャズ喫茶ベイジー
- 花と雨
- ファンシー (映画)
- SPITZ JAMBOREE TOUR 2021 "NEW MIKKE" THE MOVIE
- 僕が君の耳になる
- Endless SHOCK
- 心の傷を癒すということ
- BLUE
- Arc
- はるヲうるひと
- 光復
- 住訪
- わたしのお母さん
- DEATH DAYS
- マリッジカウンセラー
- 海岸通りの猫耳探偵
- スパイダーマン:ノー・ウェイ・ホーム
- アンチャーテッド (映画)
- DC がんばれ!スーパーペット
- ブレット・トレイン
- 四畳半タイムマシンブルース
- GOLDFISH
- あつい胸さわぎ

### 配信
- バチェラー・ジャパン
- バチェラー・ジャパン2
- バチェラー・ジャパン3
- バチェロレッテ・ジャパン
- FOLLOWERS
- バチェラー・ジャパン4
- バチェロレッテ・ジャパン2

### テレビドラマ
- 快獣ブースカ（NTV）
- マイティジャック（CX）
- 怪奇大作戦（TBS）
- バンパイヤ（CX）
- 恐怖劇場アンバランス（CX）
- スペクトルマン（CX）
- 木枯し紋次郎（CX）
- TOKYO DETECTIVE 二人の事件簿（ABC）
- 大都会 闘いの日々（NTV）
- 華麗なる刑事（CX）
- 大空港（CX）
- 夜明けの刑事（TBS）
- 警視-K（NTV）
- 乳姉妹（TBS）
- ザ・ハングマン6（ABC）
- ハングマンGOGO（ABC）
- ララバイ刑事'91（ANB 現:EX）
- 私立探偵濱マイク（YTV）

### テレビアニメ
- 海のトリトン（ABC）
- あしたのジョー
- 火の鳥
- 巨人の星
- ルパン三世シリーズ（NTV）
- ルパン三世 セブンデイズ・ラプソディ
  - ルパン三世 霧のエリューシヴ
  - ルパン三世 sweet lost night 〜魔法のランプは悪夢の予感〜
  - ルパン三世 東方見聞録 〜アナザーページ〜
  - ルパン三世 the Last Job
  - ルパン三世 princess of the breeze 〜隠された空中都市〜
- 頭文字D全シリーズ（CX）
- それゆけ!宇宙戦艦ヤマモト・ヨーコ（TVO）
- 銀河英雄伝説 (アニメ)
- 地球防衛企業ダイ・ガード（TX）
- D.C.if 〜ダ・カーポ イフ〜
- D.C.II 〜ダ・カーポII〜
- 茄子 スーツケースの渡り鳥
- 大江戸ロケット
- Paradise Kiss
- BLACK CAT（ブラックキャット）（TBS）
- 天保異聞 妖奇士（MBS）
- かみちゅ!（EX)
- LOVELESS
- いちご100%（EX）
- 蒼穹のファフナー
- 蒼穹のファフナー RIGHT OF LEFT
- 蒼穹のファフナー EXODUS
- LOVELESS(アニメ)
- IGPX lmmortal Grand Prix
- よみがえる空 -RESCUE WINGS-
- ハイランダー (アニメ)
- Devil May Cry
- Mnemosyne-ムネモシュネの娘たち-
- かのこん
- アリソンとリリア
- ワールド・デストラクション
- CHAOS;HEAD
- RIDEBACK
- アイアンマン (2010年のアニメ)
- ギルティクラウン
- NO.6
- ブレイド (2011年のアニメ)
- エックスメン (2011年のアニメ)
- ウルヴァリン (アニメ)
- ガンダムビルドファイターズ
- ガンダムビルドファイターズトライ
- ガンダムビルドファイターズ バトローグ
- IS 〈インフィニット・ストラトス〉
- IS 〈インフィニット・ストラトス〉2
- SHOW BY ROCK!!
- RAINBOW-二舎六房の七人-
- Classroom☆Crisis
- DAYS (漫画)
- 甲鉄城のカバネリ
- UN-GO
- アラド戦記
- 月は東に日は西に 〜Operation Sanctuary〜
- まじめにふまじめ かいけつゾロリ（NBN)
- もっと!まじめにふまじめ かいけつゾロリ
- ザ・サード
- 獣王星
- NANA
- ケモノヅメ
- ティーンエイジ・ミュータント・ニンジャ・タートルズ
- やさいのようせい N.Y.SALAD
- 魔人探偵脳噛ネウロ
- もっけ
- 屍姫
- うちの3姉妹
- To LOVEる -とらぶる-
- CHAOS;HEAD
- こばと。
- ガンパレード・マーチ 〜新たなる行軍歌〜
- 藍より青し（CX）
- ちょびっツ（TBS)
- 学園戦記ムリョウ
- 魔法戦士リウイ（WOWOW)
- 地球少女アルジュナ（TX)
- スーパーマリオブラザーズ ピーチ姫救出大作戦!
- 地球少女アルジュナ（TX）
- 鋼の錬金術師 （MBS）
- 鋼の錬金術師 FULLMETAL ALCHEMIST
- サムライチャンプルー（CX）
- 天保異聞 妖奇士（MBS）
- 創聖のアクエリオン（TX）
- アクエリオンEVOL（TX）
- 涼宮ハルヒの憂鬱（独立局）
- 機動戦士ガンダム00 ファーストシーズン
- 機動戦士ガンダム00 セカンドシーズン
- 桜蘭高校ホスト部（NTV）
- たまごっち!（TX）
- マクロスF（MBS）
- イナズマイレブン（TX）
- ダンボール戦機（TX）
  - ダンボール戦機W（TX）
  - ダンボール戦機WARS
- ギルティクラウン（CX）
- 革命機ヴァルヴレイヴ
- パックワールド
- 残響のテロル
- 黒子のバスケ 第1期～第3期（MBS）
- 謎の彼女X
- ちはやふる（NTV)
  - ちはやふる2（NTV)
  - ちはやふる3
- 進撃の巨人　Season1～finalSeason（MBS）
- 進撃!巨人中学校
- 妖怪ウォッチ※第163話まで。（TX）
- aiseki MOGOL GIRL
- マクロスΔ
- 若おかみは小学生!（CX)
- 夢王国と眠れる100人の王子様
- 僕のヒーローアカデミア　第1期～第6期（YTV)
- 新幹線変形ロボ シンカリオン
- 新幹線変形ロボ シンカリオンZ
- マナリアフレンズ
- シャーマンキング
- SHAMAN KING
- 啄木鳥探偵處
- SK∞ エスケーエイト
- ガンプラくん
- うしおととら
- ガンスリンガー ストラトス
- コンクリート・レボルティオ〜超人幻想〜
- パンチライン (アニメ)
- 鬼平
- Aiseki MOGOL GIRL
- からくりサーカス
- カードキャプターさくら クリアカード編

### オリジナルビデオアニメーション（OVA）
- マクロスプラス
- 麻雀飛翔伝 哭きの竜
- それゆけ!宇宙戦艦ヤマモト・ヨーコII
- 頭文字Dシリーズ
- カーニバル･ファンタズム

### 劇場版アニメ・アニメ映画
- 鉄腕アトム宇宙の勇者
- 火の鳥2772 愛のコスモゾーン
- 劇場版 機動戦士ガンダムI 特別版
- 劇場版 機動戦士ガンダムII 哀・戦士編/特別版
- 劇場版 機動戦士ガンダムIII めぐりあい宇宙編/特別版
- 風が吹くとき
- AKIRA
- ルパン三世 ルパンVS複製人間
- ルパン三世 くたばれ!ノストラダムス
- ルパン三世 DEAD OR ALIVE
- ドラえもん のび太のドラビアンナイト - スタジオ協力
- ポケットモンスター (劇場版)シリーズ
- 劇場版ポケットモンスター ミュウツーの逆襲
- 劇場版ポケットモンスター 幻のポケモン ルギア爆誕
- 劇場版ポケットモンスター 結晶塔の帝王 ENTEI
- 劇場版ポケットモンスター セレビィ 時を超えた遭遇
- 劇場版ポケットモンスター 水の都の護神 ラティアスとラティオス
- 劇場版ポケットモンスター アドバンスジェネレーション 七夜の願い星 ジラーチ
- 劇場版ポケットモンスター アドバンスジェネレーション 裂空の訪問者 デオキシス
- 劇場版ポケットモンスター アドバンスジェネレーション ミュウと波導の勇者 ルカリオ
- 劇場版ポケットモンスター アドバンスジェネレーション ポケモンレンジャーと蒼海の王子 マナフィ
- 劇場版ポケットモンスター ダイヤモンド&パール ディアルガVSパルキアVSダークライ
- 劇場版ポケットモンスター ダイヤモンド&パール ギラティナと氷空の花束 シェイミ
- 劇場版ポケットモンスター ダイヤモンド&パール アルセウス 超克の時空へ
- 劇場版ポケットモンスター ダイヤモンド&パール 幻影の覇者 ゾロアーク
- 劇場版ポケットモンスター ベストウイッシュ ビクティニと黒き英雄 ゼクロム・白き英雄 レシラム
- 劇場版ポケットモンスター ベストウイッシュ キュレムVS聖剣士 ケルディオ
- 劇場版ポケットモンスター ベストウイッシュ 神速のゲノセクト ミュウツー覚醒
- ポケモン・ザ・ムービーXY 破壊の繭とディアンシー
- ポケモン・ザ・ムービーXY 光輪の超魔神 フーパ
- ポケモン・ザ・ムービーXY&Z ボルケニオンと機巧のマギアナ
- 劇場版ポケットモンスター キミにきめた!
- 劇場版ポケットモンスター みんなの物語
- 劇場版ポケットモンスター ミュウツーの逆襲
- 名探偵ピカチュウ (映画)
- 劇場版ポケットモンスター ココ
- 劇場版 機動戦士ガンダム00 -A wakening of the Trailblazer-
- 茄子 アンダルシアの夏
- 東京ゴッドファーザーズ
- まじめにふまじめ かいけつゾロリ なぞのお宝大さくせん
- パプリカ
- シナモン the MOVIE
- 大切な仲間たち 〜ねずみ物語〜
- メトロポリス
- 頭文字D シリーズ
- 劇場版 どうぶつの森
- 映画かいけつゾロリ だ・だ・だ・だいぼうけん!
- 映画かいけつゾロリ まもるぜ!きょうりゅうのたまご
- 映画かいけつゾロリ うちゅうの勇者たち
- 映画かいけつゾロリ ZZ（ダブルゼット）のひみつ
- 映画 妖怪ウォッチ 誕生の秘密だニャン!
- 映画 妖怪ウォッチ エンマ大王と5つの物語だニャン!
- 映画 妖怪ウォッチ 空飛ぶクジラとダブル世界の大冒険だニャン!
- UN-GO
- 神秘の法
- アクエリオンEVOL
- こちら葛飾区亀有公園前派出所 THE MOVIE
- 劇場版 鋼の錬金術師 シャンバラを征く者
- 鋼の錬金術師 嘆きの丘の聖なる星
- 鷹の爪GO 〜美しきエリエール消臭プラス〜 - 制作協力
- 劇場版 マクロスF 虚空歌姫 ～イツワリノウタヒメ～
- 劇場版 マクロスF 恋離飛翼 ～サヨナラノツバサ～
- 劇場版マクロスΔ 激情のワルキューレ
- 劇場版マクロスΔ 絶対LIVE!!!!!!
- 劇場版 マクロスF ～時の迷宮～
- 蒼穹のファフナー HEAVEN AND EARTH
- 蒼穹のファフナー BEHIND THE LINE
- 甲鉄城のカバネリ 総集編 前編 集う光
- 甲鉄城のカバネリ 総集編 後編 燃える命
- 甲鉄城のカバネリ 海門決戦
- 劇場版“文学少女”
- 映画「若おかみは小学生!」
- キミにだけモテたいんだ。
- 僕のヒーローアカデミア THE MOVIE 〜2人の英雄〜
- 僕のヒーローアカデミア THE MOVIE ヒーローズ：ライジング
- 僕のヒーローアカデミア THE MOVIE ワールド ヒーローズ ミッション
- 黒子のバスケ 総集編
- 劇場版黒子のバスケLAST GAME
- えいがでとーじょー! たまごっち ドキドキ! うちゅーのまいごっち!?
- 映画! たまごっち うちゅーいちハッピーな物語!?
- 映画 たまごっち ヒミツのおとどけ大作戦!
- 映画 かみさまみならい ヒミツのここたま 奇跡をおこせ♪テップルとドキドキここたま界
- 映画ヒミツのここたま
- レイトン教授と永遠の歌姫
- よなよなペンギン
- おまえ うまそうだな
- 劇場版イナズマイレブン 最強軍団オーガ襲来
- 劇場版イナズマイレブンGO 究極の絆 グリフォン
- 劇場版イナズマイレブンGO vs ダンボール戦機W
- 劇場版 進撃の巨人 前編～紅蓮の弓矢～
- 劇場版 進撃の巨人 後編～自由の翼～
- 劇場版 進撃の巨人 Season2～覚醒の咆哮～
- 『進撃の巨人』～クロニクル～
- 劇場版 新幹線変形ロボ シンカリオン 未来からきた神速のALFA-X
- リョーマ! The Prince of Tennis 新生劇場版テニスの王子様
- 銀河英雄伝説 Die Neue These シリーズ
- 銀河英雄伝説 Die Neue These 邂逅
- 銀河英雄伝説 Die Neue These 星乱
- 銀河英雄伝説 Die Neue These 激突
- 銀河英雄伝説 Die Neue These 策謀
- バッドガイズ
- ルドルフとイッパイアッテナ
- 劇場版アイカツスターズ!
- DCスーパーヒーローズvs鷹の爪団
- 劇場版 FAIRY TAIL -DRAGON CRY-
- 虐殺器官
- 劇場版 のんのんびより ばけーしょん
- 君の膵臓をたべたい
- PEACE MAKER 鐡
- 冴えない彼女の育てかた
- ロイヤルコーギー レックスの大冒険
- キミにだけモテたいんだ
- 劇場版 うたの☆プリンスさまっ♪ マジLOVEキングダム
- 劇場版 うたの☆プリンスさまっ♪ マジLOVEスターリッシュツアーズ
- この世界の(さらにいくつもの)片隅に (映画)
- 海辺のエトランゼ (映画)
- 囀る鳥は羽ばたかない The clouds gather
- 音楽
- 銀魂 THE FINAL
- 劇場版ガンダム GのレコンギスタⅢ
- 劇場版ガンダム GのレコンギスタⅣ
- 劇場版ガンダム GのレコンギスタⅤ
- 映画 五等分の花嫁
- 劇場版 からかい上手の高木さん
- 映画 ゆるキャン△
- 雨を告げる漂流団地
- かがみの孤城
- バブル (2022年の映画)
- 劇場版 BanG Dream! ぽっぴん'どりーむ!
- 私に天使が舞い降りた! プレシャスフレンズ
- アイカツ! 10th STORY 未来への STARWAY

### ゲームソフト
- 鋼の錬金術師 ドリームカーニバル

## 舞台となった作品
- 大都会 PARTII 第47話「黒いライセンス」（NTV）

隣接する喫茶店で籠城事件が発生し、当時の本社ビル1階のビデオ編集スタジオを警察の待機拠点として提供するという設定でロケ撮影が行われた。同社のロゴが入ったビデオカメラやモニタなど、スタジオで実際に運用されていた機材備品なども劇中の小道具として使用されている。